# Ain’t It Funny
Ain’t It Funny – trzeci singel Jennifer Lopez z jej drugiego albumu studyjnego zatytułowanego J. Lo. Tekst do utworu został napisany przez samą Lopez. Wyprodukowali ja Cory Rooney i Dan Shea. Singel został wydany 20 czerwca 2001 roku.

## Informacje
Jest to trzeci międzynarodowy singel z płyty J. Lo. Początkowo miał zostać wydany tylko w Europie i Australii, ale na jesieni 2001 roku, został wysłany do amerykańskich rozgłośni radiowych. Lopez powiedziała, że pisała piosenkę w trakcie zdjęć do filmu Powiedz tak ze swoim udziałem.
Piosenka stała się hitem na skalę międzynarodową. W 2002 roku powstał remiks „Ain’t It Funny (Murder Remix), który został wydany jako singel w tym samym roku. Został też umieszczony na albumie remiksowym J to tha L-O!: The Remixes.
„Que Ironia” („What an Irony”; pol. co za ironia) jest hiszpańską wersją „Ain’t It Funny”, dostępną w krajach hiszpańskojęzycznych. Jest też dostępna na wersji J. Lo wydanej w Ameryce Łacińskiej.
Do singla zrealizowano także wideoklip, w którym gościnnie wystąpił meksykański aktor Eduardo Verástegui.

## Lista utworów
CD maxi single
1. „Ain’t It Funny” (Album Version) – 4:05
2. „Ain’t It Funny” (Silk’s House Mix Pt. 1 & 2) – 8:28
3. „Ain’t It Funny” (Brandnew Extended) – 4:54
4. „Ain’t It Funny” (Tropical Dance Remix) – 3:49
5. „Ain’t It Funny” (D’Hip Mix) – 4:20

CD single
1. „Ain’t It Funny” (Album Version) – 4:05
2. „Ain’t It Funny” (Brandnew Extended) – 4:54

## Pozycje na listach przebojów
| Lista (2001)                           | Najwyższa pozycja |
| -------------------------------------- | ----------------- |
| Australian ARIA Singles Chart          | 9                 |
| Ö3 Austria Top 40                      | 16                |
| Belgian Ultratop 50 Singles (Flandria) | 8                 |
| Belgian Ultratop 40 Singles (Walonia)  | 5                 |
| Danish Singles Chart                   | 16                |
| Dutch Top 40                           | 2                 |
| European Hot 100 Singles               | 5                 |
| French SNEP Singles Chart              | 13                |
| German Singles Chart                   | 13                |
| Irish Singles Chart                    | 9                 |

| Lista (2001)                    | Najwyższa pozycja |
| ------------------------------- | ----------------- |
| Italian FIMI Singles Chart      | 17                |
| Latvian Airplay Top 30          | 3                 |
| New Zealand RIANZ Singles Chart | 31                |
| Norwegian Singles Chart         | 9                 |
| Swedish Singles Chart           | 3                 |
| Swiss Singles Chart             | 9                 |
| UK Singles Chart                | 3                 |
| Lista (2003)                    | Najwyższa pozycja |
| Hungarian Airplay Chart         | 16                |